# Xyris calostachys
Xyris calostachys är en gräsväxtart som beskrevs av Ove Wilhelm Paulsen och Johannes Eugen ius Bülow Warming. Xyris calostachys ingår i släktet Xyris och familjen Xyridaceae. Inga underarter finns listade i Catalogue of Life.